# Michael Holm (tidningsman)
Heinz-Michael Holm, född 1933 i Göteborg, död 14 juni 2013 i Cannes, Frankrike, var en svensk redaktör, publicist, journalist och förläggare som var engagerad i HBT-rörelsen. Tillsammans med sin partner och senare make Geurt Staal grundade Holm tidskriften Revolt – mot sexuella fördomar. Han bidrog även till att bland annat Tom of Finlands verk publicerades i Sverige.

## Biografi
Michael Holm föddes som Heinz-Michael Holm 1933 i Göteborg, där han även växte upp. Sin yrkeskarriär inledde han som journalist vid TT Nyhetsbyrån i Stockholm, innan han började arbeta vid TT:s kontor i Malmö. I Köpenhamn träffade han på 1960-talet sin partner och blivande make Geurt Staal, och de båda kom i kontakt med Axel och Egil Axgil, som bland annat grundade Forbundet af 1948, två förgrundsgestalter inom den danska HBT-rörelsen. Via kontakterna med paret Axgil blev Holm redaktör för International Homosexual World Organizations (I.H.W.O) tidskrift UNIS.
1969 grundade Holm och Staal tidskriften Viking. När de flyttade till Teckomatorp i Skåne och senare Åseda i Småland bytte tidningen namn till Revolt – mot sexuella fördomar och de startade tidningen Killen 1974. Tidningarna kom att bli ett nav för homosexuella i Norden och en viktig kontaktyta för homosexuella i Sverige. Genom den förlags- och postorderverksamhet som Holm och Staal utvecklade i Åseda kom Åseda att bli ett viktigt centrum för den europeiska HBT-rörelsen. Holm verkade som tidningens chefredaktör, och bidrog också till att verk av internationella konstnärer och fotografer som Tom of Finland, Nigel Kent, Frank Weber ("Bastille"), Herbert Tobias, Colin Clarke, Michael Eisenblätter och Victor Arimondi gavs ut, samt svenska konstnärer och poeter som Bror-Eric Bergqvist och Gustaf Salonius.